# Johann Siegmund Strebel
Johann Siegmund Strebel (* 14. September 1700 in Memmelsdorf; † 11. Juni 1764 in Ansbach) war ein deutscher Bibliothekar und Verwaltungsbeamter.
1717 begann Strebel an der Universität Jena Jura zu studieren und wechselte nach einiger Zeit mit demselben Fach an die Universität Halle. 1720 brach er ohne Abschluss sein Studium ab und kehrte nach Franken zurück.
Durch Vermittlung von Freunden kam Strebel 1723 als Hofmeister in den Haushalt des Ministers Christoph Friedrich von Seckendorff nach Ansbach. Dort machte Strebel die Bekanntschaft mit Christiane Charlotte von Württemberg-Winnental, die ihn 1727 als Präzeptor für ihren Sohn Karl Wilhelm Friedrich engagierte.
Als Markgraf Wilhelm Friedrich 1729 starb, übernahm dessen Sohn die Regentschaft über das Fürstentum Ansbach. Eine der ersten Amtshandlungen von Karl Friedrich Wilhelm war die Ernennung Strebels zum Justizrat und Berufung zum Hofbibliothekar. Strebel war mehr in der Verwaltung des Hofes zu finden, denn in der Hofbibliothek; er organisierte die Archive der ansbachischen Hofverwaltung neu und brachte die Verwaltung auf den neuesten Stand. 
1732 avancierte Strebel zum Geheimen Archivar und 1755 zum Geheimen Hofrat. Den Höhepunkt seiner Karriere erreichte Strebel 1757 mit der Ernennung zum Geheimen Rat.
Neben seinen dienstlichen Aufgaben fand Strebel auch Zeit, sich als Geschichtsschreiber Frankens zu versuchen. Um 1763 zog er sich ins Privatleben zurück und starb im Alter von 63 Jahren am 11. Juni 1764 in Ansbach.

## Werke
- Franconia illustrata oder Versuch zur Erläuterung der Historie von Franken. Schwabach 1761